# Monte Valloni
Il monte Valloni è un rilievo dei Monti Reatini che si trova nel Lazio, nella provincia di Rieti, nel comune di Micigliano. Posto poco più a sud del Monte Elefante, di cui può essere considerato l'anticima, fa parte del massiccio del Terminillo.

## Geografia fisica
Una carrabile, realizzata su antico tracciato di mulattiera tramite sbancamento nel corso dell'anno 2000, disagevole, dal tracciato piuttosto tortuoso, percorribile a piedi, a cavallo e in mountain bike e d'inverno generalmente innevata, collega l'abitato di Micigliano con il passo di Sella di Leonessa (quota 1.901 s.l.m.), risalendo le pendici del Monte Valloni e del Monte Elefante (2.015 m) e realizzando un percorso naturalistico d'eccezionale panoramicità, spaziando dalla vista della vetta del Terminillo fino alle sottostanti Gole del Velino, sui gruppi montuosi del Monte Giano, del Monte Nuria e di Monte Calvo, fino alla catena del Sirente-Velino e scoprendo, in alcuni tratti, anche le vette del Gran Sasso e dei monti della Laga.